# Bambooflat
Bambooflat es una ciudad censal  situada en el distrito de Andamán Sur,  en el estado de Islas Andamán y Nicobar (India). Su población es de 7962 habitantes (2011). 

## Demografía
Según el censo de 2011 la población de Bambooflat era de 7962 habitantes, de los cuales 4091 eran hombres y 3871 eran mujeres. Bambooflat tiene una tasa media de alfabetización del 88,84%, superior a la media estatal del 86,63%: la alfabetización masculina es del 92,17%, y la alfabetización femenina del 85,27%.